# Santa Ana, Santa Isabel
Santa Ana är en ort i Mexiko.   Den ligger i kommunen Santa Isabel och delstaten Chihuahua, i den nordvästra delen av landet, 1 200 km nordväst om huvudstaden Mexico City. Santa Ana ligger 1 630 meter över havet och antalet invånare är 438.
Terrängen runt Santa Ana är platt åt nordväst, men åt sydost är den kuperad. Santa Ana ligger nere i en dal. Runt Santa Ana är det ganska glesbefolkat, med 42 invånare per kvadratkilometer. Närmaste större samhälle är La Paz, 15,8 km sydväst om Santa Ana. Omgivningarna runt Santa Ana är i huvudsak ett öppet busklandskap.